# Magyarmecske
Magyarmecske es un pueblo ubicado en el distrito de Sellye, en el condado de Baranya, Hungría.

## Superficie
Posee una superficie de 11,95 kilómetros cuadrados.

## Demografía
Hasta 2019 la población era de 301 habitantes, con una densidad de población de 25,19 habitantes por kilómetro cuadrado.